# ویلیام پندلتون
ویلیام نلسون پندلتون (۲۶ دسامبر ۱۸۰۹ – ۱۵ ژانویه ۱۸۸۳) نویسنده، آموزگار، کشیش کلیسای اسقفی و یک نظامی آمریکایی بود. وی به عنوان یکی از فرماندهان ارتش جنوب در طی جنگ داخلی آمریکا حضور یافت. جایگاه ویژه و برجسته وی نزد ژنرال رابرت ئی. لی موجب شده بود تا در بیشتر عملیات نظامی به عنوان فرمانده توپخانه حضور داشته باشد. پس از پایان جنگ داخلی،پندلتون به پیشه روحانی خود بازگشت و به نوشتن کتاب‌های پیرامون مذهب پرداخت. به افتخار وی اردوگاه تاریخی پندلتون در ویرجینیا بیچ، ویرجینیا به نام وی نهادند.